# Iglesia Matriz Santísimo Sacramento
La Iglesia Matriz Santísimo Sacramento es la iglesia matriz de la ciudad de Tandil, Argentina, se encuentra ubicada en la intersección de las calles Belgrano y Fuerte Independencia.

## Historia

### Capilla castrense
Entre las primeras edificaciones se incluyó una capilla de 12 varas de largo por 7 de ancho (10,29 m por 5,96 m) construida de ladrillo crudo, con puertas y ventanas de madera y el techo de paja. Este material reveló la importancia que Rodríguez le dio al aspecto religioso, las demás construcciones eran de piedra en bruto tapándose las junturas con mezcla de barro y paja. Además una ley de la época obligaba a construir en todo nuevo fuerte una capilla y nombrar a un capellán.
Brindo servicios religiosos hasta el año 1854 pero no siempre en forma continua.

### Primera iglesia

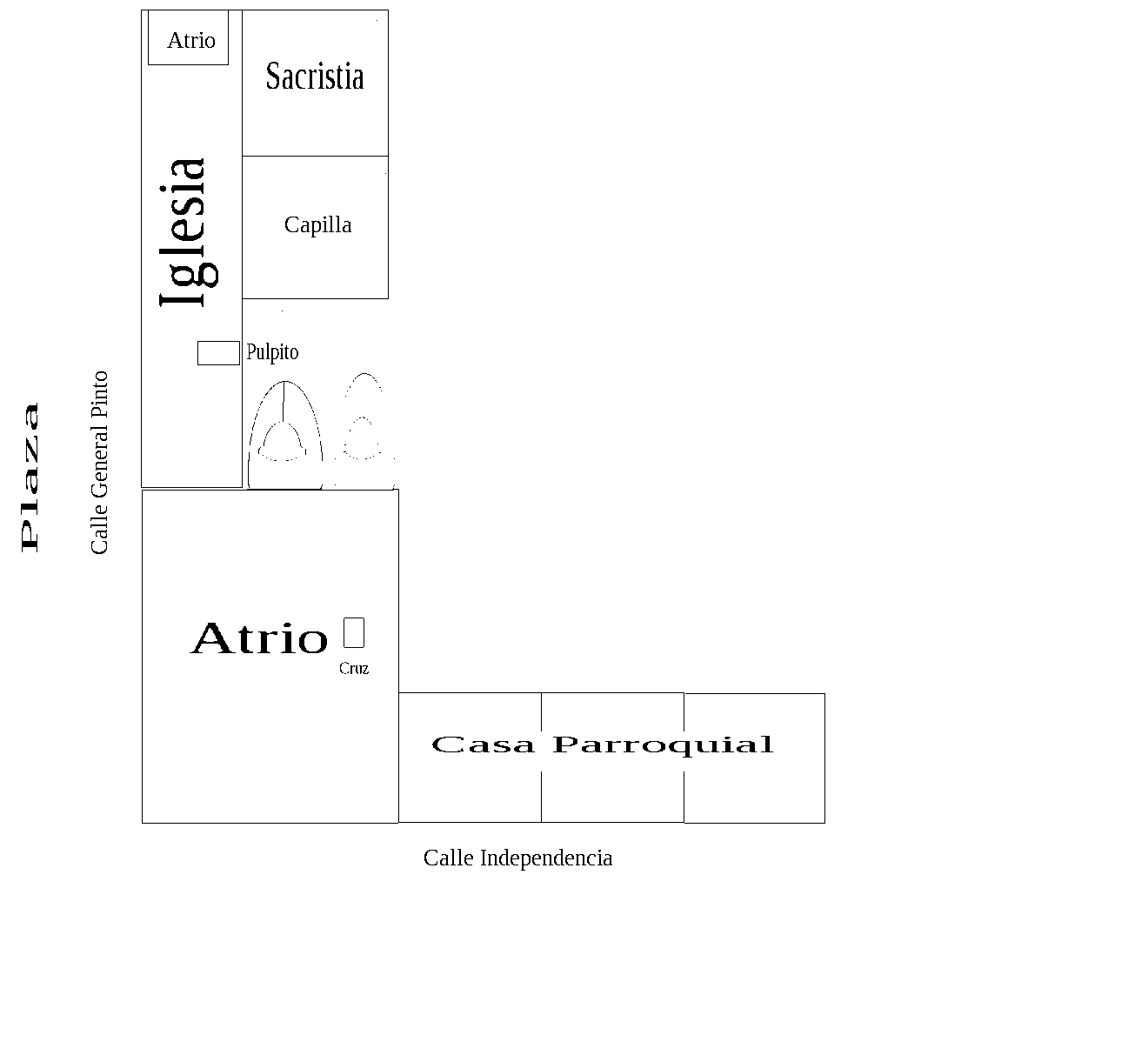
Plano de la antigua iglesia. Reproducción del existente en el Archivo General de la Nación, Estado de Buenos Aires, n.º 6020

Cuando desapareció la primera iglesia, se realizaron gestiones para proveer de un templo a esta región. William Mc Cann, viajero inglés publicó un relato bajo el título "Viaje a caballo por las provincias argentinas" según comentó José Luis Busaniche en 1939 que describe la antigua iglesia del fuerte como un edificio sin techo y muy deteriorado por el paso del tiempo. También dice que el gobierno no se hizo cargo de restaurar el templo porque es responsabilidad de quienes se hicieron cargo del mismo cuando se destruyó.
Dos vecinos, Mariano Baudrix y Ramón Zabala donaron el solar n.º 21 de la calle Chacabuco con frente a la plaza para construir allí un edificio religioso. Al no construirse allí la iglesia los derechos volvieron a los donantes y el terreno se vendió.
Pero la necesidad de un edificio con sacerdotes a cargo para no depender de los servicios de Dolores era imperiosa. Además los traslados del personal religioso provocaba la constante perdida de actas de bautismo como ocurrió con la de los hijos del Coronel Benito Machado que debieron ser insertadas en el libro I de Bautismos en las pág. 2 y 3 creando el dato erróneo de que la parroquia de Tandil era del 10 de diciembre de 1852. Para resolver esta necesidad religiosa el juez Felipe Vela inició las gestiones mediante una nota, posteriormente el trámite lo continuó el juez Carlos Darragueira que asumió en 1853 y creó una comisión protemplo.
Los primeros integrantes de la comisión protemplo fueron Narciso Domínguez y Manuel María Romero, presidida por Machado y en calidad de síndicos Domínguez y José Antonio Suesey. Por la campaña empezó a circular la "Colecta para la Capilla". En ese entonces la población del partido era reducida y sin recursos económicos suficientes a causa de la invasión de los indios, entonces para encarar la construcción se debieron realizar numerosos trámites. Una de las propuestas fue destinar la mitad de los impuestos cobrados por la concesión de chacras cuyo valor era de 80 pesos moneda corriente y la implantación de una multa de 50 pesos para quienes no hayan poblado y plantado árboles.
La comisión debió buscar un terreno adecuado para construir el templo, se eligió un baldío frente a la plaza y a los restos del fuerte en la esquina oeste de las calles Independencia y Pinto. Un solar que ocupaba el n.º 28 de la calle Pinto de 80 varas y 70 por la calle Independencia propiedad de Pedro Vela, Andrés Egaña y José Antonio Suessey que además fueron los primeros dueños de la pulpería local. En 1839 las pulperías fueron incendiadas y su dueño Vela abandonó el local sin preocuparse por cumplir las exigencias de la Comisión de Solares acerca de las condiciones edilicias y plantación de árboles que le permitirían hacer efectivo el derecho sobre las tierras. El juez de Paz Darragueira eleva otra nota para ocupar el terreno abandonado. Este procedimiento legal contrarresta otra fuente que habla de un despojo, el terreno estuvo abandonado durante 25 años sin cumplir ningún requerimiento de la entidad reguladora.
Junto con los expedientes iniciados para la escrituración del terreno se inicia la construcción contando con la certeza de que la Comuna se adueñaría del mismo. El presupuesto presentado incluyó la casa parroquial y la pieza del sacerdote y alcanzó el valor de 125 773 pesos y seis reales. El dinero se recaudó juntando 8000 pesos en efectivo debiendo cobrarse 10 000 más mediante una donación en efectos de José Iraola, este remate llegó a 15 000 pesos. 14 000 pesos entraron con la venta de ganado robado por el excoronel Aguilar y el resto entró de recaudaciones en los partidos del Vecino, en el pueblo de Azul, donde además residían propietarios de terrenos locales que donaron dinero y en Lobería.
El 20 de junio de 1854 se dio por finalizado el trámite y un decreto del 20 de junio de 1854 aprobó los planos que se presentaron para la iglesia del Chapaelofú.
A pesar del que el juez Darragueira estaba autorizado para ejecutar la obra, el dinero recaudado hasta entonces alcanzó para pagar los planos de Taylor, 500$ y el presupuesto demandaba 338 000 pesos más 18000|pesos}} destinado a las habitaciones de los religiosos cuyas paredes serían dobles, el techo de zinc (finalmente fue de paja) con tirantillos y tablazón de pino, los reboques de bosta blanqueada y el piso de ladrillo de barro. La consecuencia de esto fue que el párroco encontró solo proyectos a su llegada según consta en el vicario capitular que describe el incumplimiento de las condiciones exigidas a las autoridades. En el terreno de la iglesia había 71000 ladrillos producto de colectas.
En noviembre de 1854 se venden por orden del juez de paz hacienda sin dueño por un valor de 19 133 pesos destinados a esta obra. Asimismo se pide autorización al Gobierno para rematar 436 cabezas de ganado vacuno, la solicitud se aceptó y el remate generó 20 841 pesos. Una cantidad nada significativa para los 337 200 pesos presupuestados.
La construcción se inició en el año 1855, ese año además el pueblo sufrió cuatro invasiones indígenas. Se inició en mayo y se detuvo en noviembre ante la falta de obreros. Se paralizó hasta fines de 1856 cuando lograron reunirse 12 872 pesos, se tuvo que reparar el derrumbamiento de paredes y se adelantó algo pero nuevamente quedó paralizado.
En 1857 al hacerse cargo Adolfo González Chávez del juzgado eleva una nota al gobierno solicitando la conclusión de la obra de la casa de servicio de la iglesia parada desde hace dos años hasta que sea factible finalizar la obra de la capilla por el alto presupuesto que demandaba y formó una comisión formada por cuatro vecinos: Remigio Barbosa, Moyses Jurado, Francisco Rodríguez y el vecino proveniente de Dinamarca Juan Fugl. El gobierno superior le da la denominación de Municipalidad el 31 de julio y se recibe un préstamo de 14 500 pesos que suscriben los vecinos Remigio Barbosa, Ramón Santamarina, Carlos Darragueira, Francisco Rodríguez y Camilo Ortiz entre otras personas. Los fondos aún no alcanzaban por lo que se cobra un impuesto a la hacienda y frutos que se obtengan en este partido.
En julio de ese año 1857 se logra terminar las obras de albañilería de los exteriores después de cinco intentos y ya desde principios de ese año se cuentan con maderas, puertas y vigas que trajeron en carretas propiedad de José Alduncín y Ramón Santamarina y el 3 de octubre el municipio compra 15 000 ladrillos, el 12 se contrató la obra y en noviembre se aprobaron las bases para finalizar la obra.
Un año después de haberse terminado la iglesia, en 1858 el prefecto del 6.º Departamento da cuenta en una nota que en toda su jurisdicción no existe ni una iglesia ni un solo sacerdote habiendo informado en un párrafo anterior de la construcción de la capilla y además propone subdividir la plaza principal en dos manzanas y construir en las actuales calles Belgrano, Chacabuco y Pinto la iglesia en el centro y en los costados edificios administrativos. La propuesta además incluía dividir la Fortaleza en cuatro manzanas para poder subastarlos y costear la construcción de los edificios proyectados. Pero este proyecto sobre todo la nueva iglesia no prosperó en ese momento sobre todo por contar con una iglesia recién construida.
En abril de 1858 se colocan las aberturas y al año siguiente el altar mayor y el púlpito quedando inaugurada la iglesia. Más tarde en 1862 se le agrega una campaña de 28 arrobas que se coloca sobre la espadaña recién construida al costado de la iglesia. Esta espadaña está compuesta de dos arcos construidos con cal, con un tirante de urunday del que colgaban dos campanas traídas por el Rodríguez y otra nueva campana.
Se agrandó ese año la iglesia 7 varas y media, se pintó el interior, se empapeló el cielo raso, se realizó el reboque exterior y se colocó un pabellón pintado en el altar mayor. Se convierte la sacristía en habitación para el párroco y se construye una nueva de 9 varas y cuarto por 6 y media con techo de zinc y claraboya.
En 1864 se predicó en Semana Santa una Santa Misión y como recuerdo de este acto los misioneros instalaron una cruz en el atrio colocada sobre un pedestal de tres gradas.
En 1867 el párroco José María Rodríguez termina de construir poniendo dinero de su bolsillo la casa parroquial. Compra cuatro piezas de material, pisos de ladrillo y techo de zinc. Ese mismo año en la puerta principal se instaló una puerta batiente.
Se completó en 1870 el altar mayor con dos retablos laterales con sus nichos donde se colocaron las estatuas de la Pura y Limpia y San Roque.
La capilla provisoria que ocupó el primer párroco carecía completamente de los elementos necesarios para celebrar misa porque se habían destruido en el viaje de la expedición del general Rodríguez. El segundo vicario Domingo Scavini realizó un inventario de útiles y existencias que se han encontrado en la iglesia parroquial del Santísimo Sacramento en presencia de Narciso Domínguez y Francisco Rodríguez como testigos. Un cáliz de plata con patena cucharita del mismo material, un copón dorado por dentro y un par de vinajeras con platillo de plata, un misal de edición Además el inventario lo completaban un portaviático pequeño, tres crismeras de plata, una caja de estaño portahostias, un fierro para fabricarlas, dos candeleros de cobre de 23 cm de alto y una palmatoria. dos campanillas de core, un baúl para guardar los elementos de la iglesia, un cajoncito para crismeras y otro para contener los Santos Óleos, cuatro libras y cuatro onzas de cera en mal estado, cuatro floreros chicos y flores artificiales rotas casi completamente.nueva de 1850 y uno antiguo de 1738 que pertenecía a la antigua capilla, un ritual romano de 1766, un crucifijo de bronce, con colgadero o cadenilla del mismo metal forman parte de este documento realizado por el religioso.
Con respecto a ornamentos y ropas se cuentan un alba de bramante con volado de monsolina, tres manteles de mesa de altar en muy mal estado. Dos pañuelitos sin moño. Un único corporal, dos purificadores, tres paños de patena, un solo amito, una casulla de cada color, un cordón de seda punzó, un frontal morado en mal estado, una capa negra de coro con galón de oro, un cuadro grande de lienzo pintado al óleo representando a Nuestra Sra. Asunta. Tres cuadros que tienen los planos de la iglesia pintados por el arquitecto Taylor, una piedra ara, dos campanas: la grande y la chica que trajo el Gral. Rodríguez para la primera capilla.
Además el inventario lo completaban un portaviático pequeño, tres crismeras de plata, una caja de estaño portahostias, un fierro para fabricarlas, dos candeleros de cobre de 23 cm de alto y una palmatoria. dos campanillas de core, un baúl para guardar los elementos de la iglesia, un cajoncito para crismeras y otro para contener los Santos Óleos, cuatro libras y cuatro onzas de cera en mal estado, cuatro floreros chicos y flores artificiales rotas casi completamente.
Cuando estuvo a cargo de la parroquia el padre Scavini compró los elementos que faltaban, entre ellos un misal edición Lugduni de 1854, dos arañas de bronce con ocho luces cada una. Además recibió un armonium donado por Juan Fugl. Con estas adquisiciones terminó de dotar al templo de lo necesario para el funcionamiento y además compró aras, atriles, sacras, incensarios, muebles para la sacristía, cortinas para la puerta que la une con el altar. A pesar de estas mejoras de infraestructura recibió el maltrato de las autoridades y el pueblo.
El siguiente párroco fue Felicísimo José Moro que recibió la iglesia de los ornamentos necesarios para su gestión y se incorporaron durante su gestión varios ornamentos más entre ellos una custodia de plata de 14 onzas donada por la Municipalidad, un juego de cáliz, vinajeras y platillos de pura plata donación de Miguel Martínez de Hoz y un santo Cristo cruz y peana de jacarandá que medía una vara de alto en el altar mayor y una campana de doce arrobas comprada con los fondos donados por los fieles y lo obtenido con los fondos de Fábrica y Municipalidad.
Cuando Fugl fue Municipal de Culto, cargo equivalente al de secretario, se ocupó personalmente de la capilla y del sacerdote encargado. Apoyó la compra de útiles para celebrar misa como custodias, copón, campana entre otros elementos.
Además propuso ampliar el edificio parroquial construyendo la vivienda del cura en un terreno contiguo a la casa vecina y utilizar las seis varas de la habitación actual para ampliar el edificio religioso. Además el sacerdote pidió que el techo sea construido de ripia, que costaba dos o tres mil pesos más pero los comisionados J. Jurado y Rodríguez dijeron que la Comisión debía regirse por los recursos económicos existentes y no por los deseos del sacerdote. Se llevó el tema a votación y el material escogido fue la paja. La propiedad resultó un rancho de dos aguas y con techo de paja.
En 1863 se hizo cargo de la iglesia el sacerdote José María Rodríguez y durante su gestión reemplazó la estatua de la Pura y la Limpia por una nueva que compró en Buenos Aires y además compró una estatua de bulto de San Roque, una estatua de vestir de Nuestra Señora del Carmen que en 1875 la reemplaza por una donada por el arzobispo y otras estatuas y ornamentaciones menores. El sacerdote invirtió todas las entradas de Fábrica anuales en reparaciones y mejoras del edificio y además costeó personalmente 30 000 pesos para reemplazar el rancho de la casa parroquial.
En 1875, al mes de la renuncia del sacerdote José Ma Rodríguez se colocó la piedra fundamental para construir una nueva iglesia más grande.
Esta capilla dejó de prestar servicios el 28 de febrero de 1878 y se vendieron al poco tiempo los terrenos para financiar la construcción del nuevo edificio.

#### Erección canónica
Una vez iniciados los trabajos para formar una capilla y establecer el curato se debieron iniciar dos expedientes por separado, uno civil y uno religioso. El gobierno civil entendería en la construcción del edificio y la curia la creación del curato. Una nota elevado al ministro secretario de Relaciones Exteriores Lorenzo Pérez de 1853 inicia las gestiones para establecer el curato, este lo debe elevar al provisor eclesiástico y lo hizo el 18 de octubre de 1853. La respuesta eclesiástica llegó el 7 de enero de 1854 autorizando la construcción de la iglesia.
En mayo de 1854 el jefe del Regimiento de Dragones con asiento en Tandil reclamó por nota la necesidad de un sacerdote y un cirujano. El 16 de dicho mes el Gobierno propuso a Fray Luis Mancini como cura de Chapaleofú y se aceptó la propuesta el 3 de junio quedando oficialmente creada la parroquia. La erección canónica, único acto religioso que da validez eclesiástica a la creación de parroquias se llevó a cabo en junio de 1854. Todos los documentos incluido este acto desaparecieron durante la invasión de 1855 que además provocó el éxodo de la mayoría de los habitantes. El documento de la erección canónica fue restituido tiempo más tarde al Archivo Parroquial, fue firmado y entregado por Federico Aneiros, arzobispo de Buenos Aires el 10 de junio de 1854 en ocasión de su visita al pueblo para bendecir el actual templo y como es el único documento que la Iglesia reconoce como válido para crear una parroquia es dicha fecha la oficial de creación de la misma.
Fue, junto a la de Carmen de Patagones creada en 1799, la más austral de la provincia de Buenos Aires.
A fines del mes de junio cambio el nombre de Chapaleofú por el de Tandil en forma concordante con el cambio de nombre del partido.

### Iglesia actual

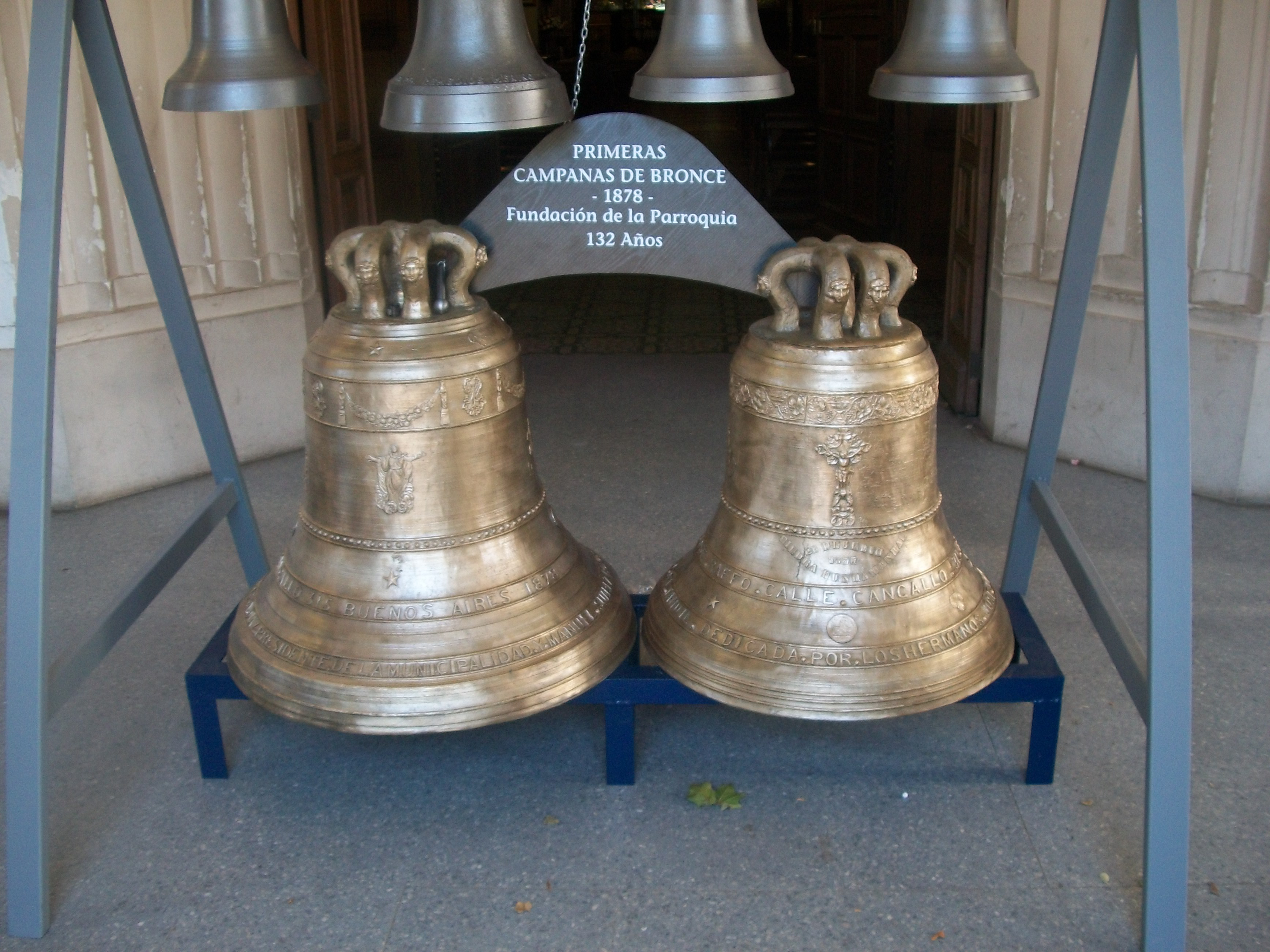

Cuando se terminó de construir la primera iglesia en 1857 se comenzó a proyectar la nueva iglesia según consta en una nota del juez Adolfo González Chaves dirigida al Ministerio de Guerra el mes de julio de ese año que habla de la iglesia inaugurada como provisoria. Una nota de similares características envió el vicario José María Rodríguez al obispo Mariano José Escalada y Bustillo describiendo la necesidad de contar con un nuevo templo y lo mismo le propuso en otra misiva al gobernador provincial. Además fue el proyecto de varias corporaciones municipales la construcción del nuevo edificio religioso.
El 19 de agosto de 1868 el juez Nicanor Elejalde le propuso a los ediles liberar 60 000 pesos para financiar las deudas atrasadas y pidió comenzar a pensar en la construcción de un templo más importante. Finalmente se decidió encargar dos planos, uno de tres naves y otro de dos con especificadas dimensiones y se puso a Isidoro Acevedo al frente de los trámites de este proyecto.
El diseñador de los planos fue el ingeniero Gregorio Hunt, los finalizó en 1869 y paso 15 000 pesos de honorarios en moneda corriente. Esta cifra fue considerada excesiva por la Corporación y Elejalde logró negociar con Hunt rebajándolos a una cifra de 10 000 pesos.
Las obras también se presupuestaron en un valor alto, 1 560 000 pesos que según Fugl solamente la venta de tierras públicas podrían financiar. La suma se recaudó de a poco, 1 003 910 pesos en 1873 juntando 170 000 pesos de recaudación de caja proveniente de la venta de terrenos fiscales, 120 000 pesos de la venta del terreno de la antigua iglesia y la casa contigua. La venta de 3328 cuadras a 155 pesos y otros valores que la municipalidad debe percibir.
Los primeros 100 000 pesos se destinaron a la compra de 1000000 de ladrillos, comunicándole esta decisión al gobierno. La partida de ladrillos la comenzó a recibir en enero de 1875 la comisión protemplo formada por Ramón Santamarina, Moisés Jurado y José María Rodríguez.
El presupuesto municipal de 1873 incluyó 550 000 pesos para la construcción de la iglesia provocando serias dificultades a la realización del mismo. La obra la realizaría la empresa Savaría y Cía a un valor de 156 000 pesos, debiendo abonarse 250 000 pesos al levantarse los cimientos, 250 000 al llegar a la altura de los arcos, 250 000 para techarlo. La Municipalidad provee un millón de ladrillos descontando su valor en cada plazo. La obra debía ser finalizarse en dos años libre de vicios, debiendo el constructor garantizar los posibles desperfectos y además se comprometen a seguir las disposiciones del Departamento Topográfico de la Municipalidad. La piedra para los cimientos proviene de las murallas del antiguo fuerte que la municipalidad dona. La obra dio comienzo el 27 de junio de 1875, un año después de la firma del contrato.
La ejecución de la obra estuvo dirigida por Justino Savaría y Enrique Theiton.
El frente de la iglesia de levantó sobre el foso que cubría el exterior de la muralla y en el recinto castrense se internó el cuerpo del templo, al costado este se construyeron los cimientos con piedras de las antiguas murallas. La mayoría de los materiales utilizados provienen de canteras y minas de la localidad.
La piedra fundamental se colocó el 27 de julio en una ceremonia donde asistió Estanislao del Campo, oficial mayor en nombre del gobernador Carlos Casares, Jacinto María Cervera, cura vicario y posteriormente obispo de Salamanca. El acto fue presidido por Carlos A. Díaz y se firmó el acta fundacional. La ceremonia finalizó con festejos, oficiales y populares, fuegos artificiales y baile de gala. Además se obsequió 1500 pesos a los obreros.
Se creó una comisión vecinal para que fiscalice la obra, esta comisión a su vez designó una subcomisión inspectora de las obras presidida por Santamarina.
Los fondos invertidos en la obra se fueron documentando en la "Memoria de la Municipalidad" que se publicó a fines de 1876 en donde además se documenta los escasos recursos que el gobierno provincial giraba para la concreción de la misma. Solamente aporto cuarenta mil pesos del millón quinientos mil pesos en el que fue presupuestada. Se tuvo que recurrir a dispensas eclesiásticas y a fondos de menores de edad en custodia de la Municipalidad.
La falta de fondos también afecto financieramente al constructor Saravia que debió reclamar los pagos mediante una nota al presidente municipal. Se le debían 88 000 pesos incluyendo 43 500 que se le debían abonar dentro de ese año. La Municipalidad resolvió techar el templo de inmediato lo que provocó la supresión de varios metros de altura y que no luzca como los demás templos de su estilo. Con el mismo fin de recaudar fondos para el templo se vendieron todos los solares vacíos el 1 de julio de 1876. El techado se terminó en agosto de 1876 con otro festejo tradicional.
Igualmente no estaba todo terminado y se necesitaba más fondos, se le debían al Banco de la Provincia 46 000 pesos que otorgó en concepto de préstamo y se adeudaban sueldos de los obreros. Recurrieron en busca de vecinos que puedan prestar al 1% mensual y a la venta de las chacras restantes. El arzobispo dona 7525 pesos correspondiente a las proclamas matrimoniales celebradas.
En febrero de 1877 llega el arquitecto Lardenois a inspeccionar los trabajos, dando su opinión favorable y aprobando pequeñas modificaciones realizadas al plano original. Por este servicio cobra 10 000 pesos que la municipalidad tiene que salir a recaudar a premio.
En abril de 1877 el secretario Manuel Suárez Buyo junto con Santamarina y Molina, son comisionados para conseguir 10 000 pesos a interés y en una asamblea municipal del 17 de mayo de 1877 se propone convocar al vecindario para solicitarle un empréstito de 400 000 pesos. La asamblea se realizó el 25 de mayo. Pero el pueblo quería ver la obra terminada y antes de esa fecha se logró reunir el dinero requerido en forma de vales pagaderos a treinta días y con valores que oscilaban entre 10000 y 40 000 pesos.
A mediados del año 1877 quedó finalizada la obra del templo faltando muchos detalles para su inauguración que debió ser postergada. Una nota del 7 de agosto de 1877 enviada por el párroco Terradas al arzobispo anunciaba la inauguración para la semana venidera. Informa también el inicio de la construcción del altar mayor y la donación de otro altar por parte de una señora.
Los elementos para decorar la iglesia comenzaron a llegar en diciembre de 1877 por medio de donaciones. El órgano se mandó a construir especialmente a un valor de 45 000 pesos.
En enero de 1878 se trasladó lo existente en la antigua iglesia al nuevo templo, debió posponerse el funeral del ministro de Guerra Adolfo Alsina para después de la inauguración del templo. Y finalmente el 28 de febrero de 1878 el arzobispo de Buenos Aires Federico Aneiros consagró la nueva iglesia en presencia de párrocos vecinos, sacerdotes, autoridades y público en general. Se invirtieron 62 130 pesos en adornar el edificio y en los festejos.
El templo costó 2 000 000 pesos que financió la Municipalidad de Tandil, el gobierno provincial que había prometido aportar 550 000 pesos solo aportó 60 000 pesos pagados en dos partes. El arzobispo Aneiros aporto 60 157 pesos proveniente de las proclamas matrimoniales.
Varios vecinos donaron materiales y otros objetos de arte de alto valor económico entre los que se pueden enumerar altares de madera, pilas de agua bendita de mármol, una campana fundida en Buenos Aires, una lámpara con adornos de plata entre otros elementos.
La decoración estuvo a cargo de los pintores locales Carlos Resta, Gabriel Valor y Roqueta.
En 1898, el artista Antonio Raus oriundo de Capital Federal realizó la decoración consistente en una pintura de la Virgen María acompañada de apóstoles y ángeles que aún se conserva.
El templo original tenía tres campanas, una donada por la familia Gómez, la segunda por los señores Suárez Buyo y Díaz y la última de oro y plata donadas por los tandilenses de oro y plata.
En el mes de febrero de 2002 se crea un Museo de Arte Religioso en instalaciones del edificio donde se pueden encontrar diferentes elementos de la fe cristiana.

## La Patrona del Templo
La Virgen de la Inmaculada Concepción es la patrona del templo porque Tandil quiso conservar su advocación que le dio el General Martín Rodríguez.

## Remodelación
En 1969 finalizó la construcción de la nueva fachada, que conserva un neto estilo romántico exceptuando la cúpula.
Se debía reparar la campana porque sufrió una gran rajadura en el lugar donde golpeaba el martillo del reloj, pero finalmente se decidió reemplazarla por otras ocho campanas que sumadas a las dos que funcionaban se formaría un carillón de diez.
La voz más grave del carrillón fue retirada y trasladada al Museo Tradicionalista del Fuerte donde actualmente se exhibe.
La fachada fue remodelada para incorporar el nuevo carrillón.

## Sus altares
Altar Mayor: Está ubicada la imagen de la Inmaculada, de dos metros de altura, construida en madera tallada y laminada en oro, donada por la señora Rosaura Machado de Gómez, además posee las imágenes del Sagrado Corazón de Jesús y San José.

### Izquierda del altar mayor
Se encuentra el altar del Nazareno llevando la Cruz sobre sus hombros.

### Derecha del altar mayor
Está ubicado el Sagrario que resguarda el Santísimo Sacramento y la imagen del Cristo crucificado de unos tres metros de altura.

### Nave derecha
- Altar de Santa Rita, acompañada de Santa Lucía a la izquierda y San Pascual Bailone a la derecha.
- Altar de la Virgen del Carmen
- Altar de San Roque
- Pequeño Altar con San Antonio de Padua

### Nave izquierda
- Altar del Cristo Crucificado con la Dolorosa y San Juan Evangelista.
- Altar de la Virgen de Lujan
- Altar de la Virgen de Pompeya con dos imágenes de San Cayetano a la izquierda y San Matin de Porres a la derecha.
- Pequeño altar de San Vicente de Paul.

## Proyecto de Recuperación del Carrillón de la Iglesia
El 18 de enero de 2008, el señor Carlos Morelli, encargado del carrillón de la Legislatura de la ciudad de Buenos Aires evaluó el estado en que se encontraban las campanas de la iglesia, puso en marcha un proyecto denominado "Un carrillón para la ciudad de Tandil" cuyo objetivo es reacondicionar el campanario. y el 8 de diciembre de 2008, coincidiendo con la celebración del día de la Patrona de la ciudad fue puesto en funcionamiento.

## Párrocos

### Luis María Mancini
El primer párroco fue Luis María Mancini que asumió el 10 de junio de 1854, pero arribo al pueblo en octubre de 1854, junto con la erección canónica de la iglesia. Nació en Italia, era de la orden franciscana.
Durante su ejercicio se inició la obra de la primera iglesia. En 1855 se debió trasladar a Buenos Aires junto a los feligreses por una invasión indígena que se produjo en la localidad. Regresó en julio de ese año pero una nueva invasión en septiembre provocó el despoblado total de la feligresía y debe volver a trasladarse, en este incidente se perdieron los libros parroquiales.
Se reintegra el 1 de octubre de 1855 y ejerció hasta marzo de 1856, fecha en la que presenta su renuncia.
Realizó varios recorridos por el territorio de su jurisdicción llegando los vecinos a quejarse de sus largas ausencias, a pesar de que en cada viaje ponía en riesgo su vida por los rudimentarios medios de transportes existente en ese entonces y la constante amenaza de los indios. Esta incomprensión fue lo que lo llevó a renunciar.
Se desempeñó como sacerdote sochantre en la catedral de Buenos Aires en 1857 previo haber obtenido en 1856 el rescripto pontificio de exclaustración para incorporarse al clero diocesano.
De 1870 a 1873 fue nombrado párroco de Ranchos donde se contagió de fiebre amarilla por lo que en 1874 solicitó volver a Italia.
- 1878: el primer párroco fue el Padre José Terradas
- 1945: el 4 de mayo es designado párroco de la iglesia el Padre Luis J. Actis

Actualmente el Párroco es el Padre Marcos Picaroni.

### Domingo Scavini
Nacido en Savona, Italia, arribo a la Argentina en 1858. Fue el segundo cura párroco y fue nombrado el 5 de mayo de 1858, dos años después de la renuncia del anterior ante la negativa del obispo de nombrar nuevo párroco debido al tratamiento inadecuado que su antecesor recibió. Arribo al pueblo con una nota de recomendación al juez de paz Juan Casado que dicha conducta no se repitiera.
A pesar de todas las previsiones y recomendaciones el tratamiento no fue mejor, a su llegada a Tandil no lo esperaba nadie ni estaba lista su residencia, un vecino le facilitó una pieza que no reunía las comodidades indispensables para vivir. La capilla no estaba habilitada en ese entonces y tuvo que pagar cuatrocientos pesos mensuales en concepto de alquiler. El edificio destinado para ese fin fue usado para otra cosa. El sacerdote logró abrir un nuevo templo en la esquina de 9 de julio y General Pinto donde ejerció hasta fines de 1859.
Su primer tarea fue la de realizar un inventario de la iglesia y casa parroquial, cosa que realiza todo sacerdote como primer acto. Logró armar un documento de 35 páginas de puño y letra que fue firmado por Scavini, Rodríguez y Narciso Domínguez y reveló la pobreza de la capilla durante los años que la tuvo a cargo Mancini y el mal estado con el que Scavini la recibía.
Además tuvo a su cargo el cementerio, en ese entonces estaban en la órbita de la iglesia que cobraban los derechos de entierro y llevaba un Registro de Defunciones. El primero fue instalado atrás del Fuerte en la actual Plaza Moreno y posteriormente trasladado a la Avenida Avellaneda haciendo cruz con la anterior ubicación. Según el informe del sacerdote contaba con las paredes derribadas y los cadáveres devorados por alimañas. A pesar de los reclamos que efectuó ante la Municipalidad para mejorar este lugar nunca fueron atendidos sus pedidos.
Ante el fracaso de las negociaciones ante el municipio se dirigió al vicario Aneiros quien gestionó ante el Ministerio de Gobierno. Se otorgó una subvención de trescientos pesos agregada al presupuesto. Además Scavini nombró una comisión de cuatro damas con el objetivo de dotar al templo de los elementos faltantes como el altar, hasta entonces era una mesa de comedor prestada. Pero la comisión no logró avanzar en su objetivo y se propuso formar otra con las personas más respetables del pueblo pero el juez de paz rechazó la propuesta dando diferentes excusas como la falta de un municipal que se encargue del tema.
Además durante su gestión realizó una gira por la campaña que tampoco tuvo el apoyo deseado, no avisaban de su llegada a los diferentes pueblos. Tuvo que salir solo a caballo por su extensa jurisdicción sin que nadie lo acompañase poniendo en riesgo su vida. Una vez finalizada la gira por Dolores y a pesar de las dificultades inició una segunda gira por Marchiquita, Lobería y zona. Durante su ausencia la población se quejaba por la falta de servicios religiosos.
El 10 de febrero de 1859 Scavini informa al obispo de numerosos casamientos y 215 bautismos y la ayuda del coronel Machado que le facilitó una galera, vehículo que le evitó viajar montado en su caballo y la escolta de un teniente y tres soldados que le brindaron seguridad y compañía.
En otro informe hecho el domingo de Ramos informa de otras dificultades como la existencia de una escuela de varones dirigida por un docente de diferente credo, una escuela de mujeres dirigida por una docente que no concurre nunca a misa ni enseña el catecismo y de noche reunía a los oficiales del ejército para cantar. Además reporta muertes y peleas casi a diario, ante este panorama pide su traslado. El pedido se cumplió en 1861 y fue traslado a Baradero, pasando en 1862 a Pilar y tres años después a San Nicolás de los Arroyos, terminando su carrera en el país en 1872 regresando a su país natal.